# Jean Vincent-Dolor
Jean Vincent-Dolor, né le 15 novembre 1922 à Antsiranana et mort le 15 septembre 2002 à Saint-Denis (La Réunion),, est un journaliste français qui fut actif sur l'île de La Réunion, département d'outre-mer dans le sud-ouest de l'océan Indien, entre 1948 et 1987.
Premier journaliste radio de ce territoire, il prend bientôt la tête de la rédaction du Journal de l'île de La Réunion, dont il est le premier rédacteur en chef. Il devient ensuite le premier journaliste de la télévision locale en travaillant successivement pour Radiodiffusion-télévision française, l'Office de radiodiffusion télévision française et FR3-Réunion jusqu'à l'élection présidentielle française de 1981, qui voit une alternance politique en faveur de la gauche. De fait, ancien résistant, il est un gaulliste convaincu et fait preuve, durant l'exercice de ses fonctions, d'opposant farouche au Parti communiste réunionnais.